# Ferrovia Dimitrovgrad-Svilengrad
La ferrovia Dimitrovgrad-Svilengrad (Главна железопътна линия №1 Калотина – Свиленград in bulgaro), ufficialmente denominata Linea 1 	Kalotina-Svilengrad, è una linea ferroviaria nonché l'arteria principale della Bulgaria che unisce Dimitrovgrad in Serbia con la località di Svilengrad posta al confini tra la Bulgaria, Turchia e la Grecia collegando città importanti tra cui la capitale bulgara Sofia.

## Storia
La ferrovia fu costruita in due fasi, la prima sezione Belovo-confine turco e greco entrò in funzione nel 1873. Il secondo segmento Tsaribrod (oggi Dimitrovgrad)-Belovo fu invece attivato nel 1888.
La linea fu elettrificata in corrente alternata a ~25 кV, 50 Hz V tra il 1963 al 2014.

## Caratteristiche
La linea ferroviaria è a doppio binario a scartamento da 1435 mm, ad eccezione delle tratte Kalotina-Voluyak, Krumovo-Katunitsa e Patovitsa-Svilengrad che sono ancora a singolo binario, è elettrificata, a corrente continua a ~25 кV, 50 Hz V.

## Percorso
| Continuation backward |

| Station on track |

| Restricted border on track |

| Station on track |

| Unknown route-map component "ABZg+l" | Unknown route-map component "CONTfq" |  |

| Station on track |

| Unknown route-map component "eBHF" |

| Stop on track |

| Station on track |

| Stop on track |

| Unknown route-map component "CONTgq" | Unknown route-map component "ABZg+r" |  |  |  |

| Station on track |

| Stop on track |

| Station on track |

| Station on track |

| Station on track |

| Stop on track |

| Unknown route-map component "CONTgq" | Unknown route-map component "STRl+r" | Unknown route-map component "STR+r" |  |  |

| Unknown route-map component "CONTgq" | Unknown route-map component "ABZg+lr" | One way rightward |  |  |

| Station on track |

| Unknown route-map component "ABZgl" | Unknown route-map component "CONTfq" |  |

| Stop on track |

| Stop on track |

| Stop on track |

| Unknown route-map component "CONTgq" | Unknown route-map component "ABZg+lr" | Unknown route-map component "CONTfq" |  |  |

| Station on track |

| Station on track |

| Unknown route-map component "CONTgq" | Unknown route-map component "ABZg+lr" | Unknown route-map component "CONTfq" |  |  |

| Unknown route-map component "KRWgl" | Unknown route-map component "KRW+r" |  |

| Stop on track | Straight track |  |

| Straight track | Unknown route-map component "eBHF" |  |

| Stop on track | Straight track |  |

| Stop on track | Straight track |  |

| Unknown route-map component "KRWg+l" | Unknown route-map component "KRWr" |  |

| Station on track |

| Station on track |

| Unknown route-map component "ABZgl" | Unknown route-map component "CONTfq" |  |

| Stop on track |

| Station on track |

| Stop on track |

| Stop on track |

| Unknown route-map component "CONTgq" | Unknown route-map component "ABZg+r" |  |  |  |

| Station on track |

| Station on track |

| Stop on track |

| Stop on track |

| Station on track |

| Stop on track |

| Stop on track |

| Stop on track |

| Station on track |

| Stop on track |

| Stop on track |

| Stop on track |

| Station on track |

| Stop on track |

| Unknown route-map component "CONTr+f" | Straight track |  |  |  |

| Unknown route-map component "KXBHFe-L" | Unknown route-map component "XBHF-R" |  |  |  |

| Stop on track |

| Stop on track |

| Stop on track |

| Unknown route-map component "exCONTr+f" | Straight track |  |  |  |

| Unknown route-map component "exKXBHFe-L" | Unknown route-map component "XBHF-R" |  |  |  |

| Stop on track |

| Station on track |

| Stop on track |

| Unknown route-map component "CONTgq" | Unknown route-map component "ABZg+r" |  |  |  |

| Station on track |

| Station on track |

| Stop on track |

| Station on track |

| Stop on track |

| One way leftward | Unknown route-map component "STR+r" |  |

| Unknown route-map component "STR+l" | Transverse track | Unknown route-map component "STRr+l" | Unknown route-map component "CONTfq" |  |

| Unknown route-map component "KRWg+l" | Station on transverse track | Unknown route-map component "ABZqr+r" | Unknown route-map component "STR+r" |  |

| Straight track |  | Straight track | Continuation forward |  |

| Station on track |  | Straight track |  |  |

| Station on track |  | Straight track |  |  |

| Unknown route-map component "BHFABZgl+l" | Unknown route-map component "STR+r" | Straight track |  |  |

| Straight track | Station on track | Straight track |  |  |

| Station on track | One way leftward | Unknown route-map component "ABZg+r" |  |  |

| Unknown route-map component "KRWgl" | Unknown route-map component "KRW+r" | Station on track |  |  |

| Straight track | Straight track | One way leftward | Unknown route-map component "CONTfq" |  |

| Continuation forward | Straight track |  |  |  |

| Stop on track |

| Station on track |

| Stop on track |

| Stop on track |

| Stop on track |

| Station on track |

| Stop on track |

| Station on track |

| Station on track |

| Stop on track |

| Stop on track |

| Station on track |

| Stop on track |

| Unknown route-map component "ABZgxl+l" | Unknown route-map component "CONTfq" |  |

| Station on track |

| Unknown route-map component "CONTgq" | Unknown route-map component "ABZgr" |  |  |  |

| Stop on track |

| Stop on track |

| Stop on track |

| Station on track |

| Stop on track |

| Unknown route-map component "ABZg+l" | Unknown route-map component "CONTfq" |  |

| Station on track |

| Stop on track |

| Stop on track |

| Station on track |

| Stop on track |

| Station on track |

| Station on track |

| Unknown route-map component "CONTgq" | Unknown route-map component "ABZgr" |  |  |  |

| Stop on track |

| Stop on track |

| Stop on track |

| Restricted border on track |

| Continuation forward |